# Exemtion
Exemtion (lateinisch eximere „herausnehmen“) bezeichnet die Begründung einer rechtlichen Sonderstellung.
In der Rechtssprache versteht man unter einer Exemtion die generelle Freistellung bestimmter Personen, Institutionen oder Orte aus dem Gerichtsverband (Gerichtsfreiheit) und die Zuerkennung einer eigenen Gerichtsbarkeit (privilegium [electionis] fori) sowie die Befreiung von bestimmten öffentlichen Lasten. Diese Exemtion war im Heiligen Römischen Reich Deutscher Nation ein Reservatrecht des Kaisers.
Im Kirchenrecht bezieht sich der Begriff auf die Herausnahme geistlicher Personen oder Institutionen aus der allgemeinen kirchlichen Organisation.
Das zugehörige Adjektiv lautet exemt. Die historische Schreibweise exempt mit p entspricht zwar dem lateinischen Adjektiv exemptus (wörtlich „herausgenommen“), ist aber heute im Deutschen nicht üblich. Diese Schreibvariante ist in dem Substantiv Exempt erhalten (historische Bezeichnung eines Dienstgrades beim Militär). Im Englischen ist die Schreibweise mit p üblich: Substantiv exemption sowie Substantiv, Verb und Adjektiv exempt.

## Gerichtsbarkeit
Im Mittelalter war der Adel nach römischem Vorbild von unterschiedlichen öffentlichen Lasten (munera) befreit, insbesondere von der Zehntpflicht und von der ordentlichen Gerichtsbarkeit. Die Übertragung der Höheren und Niederen Gerichtsbarkeit bedeutete die Freiheit von königlicher Herrschaftsgewalt bzw. die eigenverantwortliche Ausübung von Hoheitsrechten. Sie wurde zur Grundlage der Landesherrschaft der Reichsfürsten im Spätmittelalter. Analog bestand auf dem Gebiet der Rechtsprechung die kirchliche Immunität.
Bis in die Gegenwart sind bei diplomatischer Immunität bestimmte Personen wegen ihrer gedachten Exterritorialität von der staatlichen Gerichtsbarkeit ausgenommen.

## Kirchliches Organisationsrecht
Im katholischen Kirchenrecht versteht man unter Exemtion die Ausgliederung bestimmter Personen, Institutionen oder Orte aus der kirchenrechtlichen Zuständigkeit eigentlich zuständiger kirchlicher Vorgesetzter und ihre direkte Unterstellung unter eine höhere Obrigkeit, zumeist den Papst. Man unterscheidet in der Rechtsgeschichte die teilweise Exemtion (exemptio partialis) und die völlige Befreiung (exemptio totalis) von der Unterordnung unter die Jurisdiktion des regulären nächsten Oberen (Ordinarius).

## Exemte Bistümer, Klöster und Orden
Nicht einer Metropolie oder einem Erzbistum unterstellte Bistümer, die direkt als höherer Instanz dem Heiligen Stuhl in Rom zugeordnet sind, werden auch als immediat bezeichnet (lat. immediatus „unmittelbar“).
Im Mittelalter erlangten viele Bistümer, Orden, Universitäten und Abteien die Exemtion. Besondere Bedeutung hatte die Exemtion für Orden und Klöster, die durch diesen Status eine gewisse rechtliche Eigenständigkeit gegenüber den jeweiligen lokalen und regionalen kirchlichen Amtsträgern erhalten konnten, zumeist gegenüber dem zuständigen Diözesanbischof.
Beispiele:
- Die Exemtion des Bistums Pavia aus dem Metropolitanverband und die direkte Unterstellung unter den Papst im 7. Jahrhundert ist die erste geschichtlich fassbare Exemtion in der Kirche des Westens.
- Die ersten Klöster, die im Zusammenhang mit der Exemtion genannt werden, sind das columbanische Kloster Bobbio in Norditalien und Luxeuil in Frankreich. Beide erhielten dieses päpstliche Privileg bereits 628. Es garantierte ihnen neben der Bischofsfreiheit auch die direkte Unterstellung unter den Papst.
- In Deutschland findet sich die Exemtion zuerst beim Kloster Fulda. Bonifatius konnte sie 751 von Papst Zacharias erwirken.
- Die Abtei Cluny wurde schon bei ihrer Gründung 910 exemt. Seither wurde die Exemtion besonders im Zeitalter der Gregorianischen Reform auch ganzen Klosterverbänden, dann im 12. und 13. Jahrhundert sogar Gesamtorden verliehen (Ritter- und Bettelorden).
- Ab 1669 war das Stift Elten exemt aufgrund des Endes der Selbständigkeit des Hochstiftes Utrecht infolge der Reformation.

Ab dem späten Mittelalter wurde die Exemtion zunehmend als Hindernis für Reformversuche betrachtet und auf dem Trienter Konzil deutlich eingeschränkt.
Die Exemtion wurde auf Antrag an den Heiligen Stuhl durch päpstlichen Indult (Gnadenerweis) gewährt. Häufig wurde solchen Ansinnen jedoch nicht stattgegeben. So strebte das Bistum Passau jahrhundertelang vergeblich eine Exemtion gegenüber dem Erzbistum Salzburg an, bevor es sie 1722 schließlich erlangte.
Im Codex Iuris Canonici von 1983 wird die Exemtion kaum mehr erwähnt. Gewohnheitsrechtlich kann sie aber Bestand haben und auch im diözesanen Recht geregelt sein. Gegenwärtige exemte Bistümer sind häufig in kleinen Staaten (mit nur einem Bistum) oder politisch umstrittenen Gebieten zu finden; heute sind etwa die Erzbistümer Luxemburg, Vaduz und Straßburg und die Bistümer Metz, Gibraltar,  Oslo usw. exemt. Eine echte Ausnahme stellt die Schweiz dar, in der alle sechs Bistümer exemt sind.